# 산유화 (1966년 영화)
"산유화"는 한국에서 제작된 박종호 감독의 1966년 영화이다. 신영균 등이 주연으로 출연하였고 황의식 등이 제작에 참여하였다.

## 출연

### 주연
- 신영균
- 고은아
- 주연
- 이수련

## 기타
- 원작자: 정비석
- 조명: 정경희
- 미술: 홍성칠